# Schmieritz
Schmieritz è un comune di 395 abitanti della Turingia, in Germania.
Appartiene al circondario della Saale-Orla (targa SOK) ed è parte della comunità amministrativa (Verwaltungsgemeinschaft) di Triptis.